# Paris (Tennessee)
Paris è una città e capoluogo della contea di Henry, Tennessee, Stati Uniti. Al censimento del 2020, la città aveva una popolazione di 10 316 abitanti.
Una replica alta 21 metri della Torre Eiffel è situata nella parte meridionale di Paris.

## Geografia fisica
Secondo l'Ufficio del censimento degli Stati Uniti, ha una superficie totale di 13,02 mi² (33,72 km²).

## Storia
L'attuale sito di Paris venne scelto da cinque commissari nominati con il compito di creare un capoluogo per la contea di Henry nel dicembre 1822. La loro scelta era un sito di 50 acri (20 ettari), di cui 37,5 acri (15,2 ettari) erano di proprietà di Joseph Blythe e 12,5 acri (5,1 ettari) di proprietà di Peter Ruff; entrambi gli uomini donarono i terreni per il nascente capoluogo. Una piazza pubblica, strade, vicoli e 104 lotti furono pianificati e in seguito venduti all'asta per un periodo di due giorni nel marzo o aprile del 1823.
Paris è stata incorporata il 30 settembre 1823. Fu la prima città incorporata nel Tennessee occidentale, seguita da Lexington il 9 ottobre 1824 e Memphis il 19 dicembre 1826. Prende il nome dalla città di francese di Parigi (in inglese Paris), in onore del Marchese di La Fayette, eroe della guerra rivoluzionaria americana.
Come capoluogo della contea, Paris era un importante centro commerciale, per un territorio prevalentemente rurale, che era in gran parte dedita all'agricoltura e in particolare alla coltivazione del cotone. I piantatori dipendevano da una grande forza lavoro di afroamericani ridotti in schiavitù. Nel 1927, un uomo di nome Joseph Upchurch, venne linciato a Paris.
Tra il 1970 e il 1990 circa, Paris divenne il centro dell'Old Beachy Amish. I Beachy Amish di diverse regioni si sono trasferiti lì per mantenere i loro modi tradizionali. A causa di conflitti interni, la maggior parte degli Old Beachy Amish ha lasciato la regione all'inizio degli anni 1990 e l'aveva completamente lasciata libera nel 2000.

## Società

### Evoluzione demografica
Secondo il censimento del 2020, la popolazione era di 10 316 abitanti.